# Argyropelecus
Argyropelecus ist eine Gattung aus der Familie Tiefsee-Beilfische (Sternoptychidae). Fünf der sieben Arten kommen im östlichen Atlantik vor, eine im westlichen Pazifik und eine weitere in allen Weltmeeren. Es sind Tiefseefische, die in der so genannten Dämmerlichtzone leben. Wie die meisten Fische, die in dieser Zone leben, haben sie in Proportion zum Kopf übergroße Augen. 
- Flossenformel: Dorsale (8) 9 (10), Anale 6–8 + 5–6, Pectorale 10–11.

Bei adulten Tieren beginnt die Afterflosse gegenüber dem letzten Flossenstrahl der Rückenflosse, bei Larven liegt sie immer hinter der Rückenflosse. Eine Fettflosse kann vorhanden sein oder fehlen. Argyropelecus-Arten haben zwei Reihen kleiner Leuchtorgane. Die Anzahl der Wirbel liegt bei 37, die der Kiemenrechen bei 16 bis 18.

## Arten
- Argyropelecus aculeatus Valenciennes 1850
- Argyropelecus affinis Garman 1899
- Argyropelecus gigas Norman 1930
- Argyropelecus hemigymnus Cocco 1829
- Argyropelecus lychnus Garman 1899
- Argyropelecus olfersii (Silberbeil) (Cuvier 1829)
- Argyropelecus sladeni Regan 1908